# Предрождественская трагедия в Йене
Предрождественская трагедия в Йене (нем. Jenaer Christnachttragödie) — трагедия в Йене, когда два кладоискателя и два охранника погибли в канун Рождества 1715 года. На следующий год среди учёных возник спор о том, была ли их смерть делом рук дьявола или погибшие угорели.

## История
В 1715 году в Йене встретились четверо мужчин: портной и владелец виноградника при городской виселице Георг Гейхлер, пастух из Дёбрицшена Ганс Фридрих Гесснер, фермер из Аммербаха Ганс Ценнер и студент-медик Иоганн Готтхард Вебер. Гейхлер считал, что в его винограднике спрятаны сокровища. Верным признаком этого, по его мнению, являлась Белая Женщина, призрак, который часто появлялся в том месте. Он убедил остальных, что всё, что им нужно, — это трава Молочай и волшебная книга «Адское принуждение» доктора Фауста, чтобы вызвать в воображении духов, охраняющих сокровища, и с их помощью отыскать клад.
В девять часов в канун Рождества пастух, фермер и студент отправились в коттедж в винограднике. Сам Гейхлер остался дома. На месте Вебер свинцовыми белилами нарисовал Тетраграмматон в виде магической печати над дверью. Остальные, войдя, прочитали «Отче наш» и мечом студента начертили на потолке магический круг. Чтобы согреться в лютый холод ночи, они разожгли в открытом сосуде уголь, который нашли в доме. На этом приготовления были завершены, и можно было начинать заклинание. Они произносили слова Тетраграмматон, Адонай Агла, Иегова и другие имена Бога. Они трижды призвали принца Оча из «Королевства Солнц», чтобы тот послал им на помощь дух Нафанаила. В конце Вебер также должен был трижды произнести заклинание из «Адского принуждения». Ему удалось только один раз. Затем ему показалось, что он проваливается в глубокий сон.
Когда на следующий день после службы Гейхлер пришёл в свой дом, он обнаружил Вебера лежащим без сознания на лавке. Фермер и пастух были мертвы, студента отвели в гостиницу и приказали трём охранникам оставаться с мертвыми. Они также разожгли костёр. К утру следующего дня двое из них скончались. Выживший охранник утверждал, что призрак в образе мальчика появился, зашуршал в доме и с громким хлопком захлопнул дверь. У всех присутствовавших, как у погибших, так и у спасшихся, на теле были красные рубцы и раны (отравление угарным газом часто сопровождается ярко-красным цветом кожи).
Умершие Ганс Фридрих Гесснер и Ганс Ценнер были похоронены под Йенской виселицей 11 января 1716 года. Студента Вебера отчислили без права восстановления, Шнайдера Хайхлера выслали из страны на десять лет.
Даже после завершения расследования по поводу причин смерти всё ещё существовали разногласия. Врачи разделились на два лагеря: одни, возглавляемые деканом Халле Фридрихом Хоффманном, объясняли смерти токсическим воздействием угарного газа. Другие, такие как врач из Йены Эрдманн Фридрих Андреэ, утверждали, что причиной стали козни самого дьявола. Согласно местной традиции, канун Рождества в Йене отмечался так долго, что Людвиг Бехштейн смог включить его в свою книгу немецких легенд в середине XIX века.